# Transwestytyzm
Transwestytyzm (od łac. trans „za, poza, z tamtej strony” i vestitus „odziany”, inaczej eonizm, metatropizm) – praktyka przyjmowania ubioru, sposobu bycia, a niekiedy także roli płciowej zazwyczaj kojarzonych z płcią przeciwną, jako forma autoekspresji lub też dla psychologicznej gratyfikacji. W niektórych kulturach transwestytyzm jest praktykowany z powodów religijnych, tradycyjnych lub ceremonialnych. Termin ten jest rzadko stosowany w odniesieniu do kobiet.
Światowa Organizacja Zdrowia podaje, że transwestytyzm o typie podwójnej roli nie ma podłoża seksualnego. Wprowadza jednocześnie pojęcie fetyszyzmu transwestytycznego, jako przebierania mającego na celu zaspokojenie seksualne.

## Terminologia
Transwestytyzm nie jest nowym zjawiskiem. Mówiono o nim jeszcze w hebrajskiej Biblii. Sam termin zmieniał swoje znaczenie od czasu jego powstania i jest nadal używany w różnych kontekstach.
Słowo „transwestyta” powstało w 1910 roku z inicjatywy niemieckiego seksuologa, doktora Magnusa Hirschfelda. Używał go do opisywania osób, które zwyczajowo i dobrowolnie nosiły ubrania innej płci. Grupa transwestytów Hirschfelda składała się z mężczyzn i kobiet o orientacji heteroseksualnej, homoseksualnej, biseksualnej i aseksualnej.
Havelock Ellis, świadomy badań Hirschfelda nad transwestyzmem, ale nie zgadzając się z jego terminologią, w 1913 r. zaproponował termin „inwersja seksualno-estetyczna” (ang. sexo-aesthetic inversion). W 1920 r. wymyślił termin „eonizm”, który wywodzi się od nazwiska Charles’a d’Éon, który wykazywał skłonności transwestytyczne. Ellis tłumaczył:
Od strony psychicznej, jak ja to widzę, Eonista ucieleśnia w skrajnym stopniu estetyczną postawę naśladowania i identyfikacji z obiektem podziwianym. To normalne, że mężczyzna utożsamia się z kobietą, którą kocha. Eonista niesie tę identyfikację zbyt daleko, pobudzany przez wrażliwy i kobiecy element w sobie samym, który kojarzy się z raczej wadliwą męską seksualnością, co może mieć podłoże neurotyczne.
Obecnie określenie „transwestyta” jest zastępowane angielskim terminem crossdresser. Słowo „transwestyta” jest często uważane za przestarzałe i uwłaczające, a termin crossdresser jest używany jako bardziej stosowny zamiennik. Jest to spowodowane tym, że termin „transwestyta” był historycznie używany do diagnozowania zaburzeń medycznych, w tym zaburzeń zdrowia psychicznego, a transwestytyzm był postrzegany jako zaburzenie. Z kolei termin crossdresser został ukuty przez środowisko transgenderowe. Niekiedy jednak termin transwestyta jest postrzegany jako bardziej odpowiedni dla członków wspólnoty transseksualnej.

## Klasyfikacja medyczna

### Transwestytyzm o typie podwójnej roli
Polega na ubieraniu się w stroje płci przeciwnej w celu uzyskania zadowolenia z chwilowego doświadczenia bycia osobą płci przeciwnej, bez pragnienia trwałej korekty płci. Przebieranie obywa się bez satysfakcji seksualnej. Według DSM-IV tego typu stan nie należy do zaburzeń. W obowiązującej obecnie klasyfikacji międzynarodowej ICD-10 zaburzenie to zalicza się do zaburzeń identyfikacji płciowej (F64.x).
W przebiegu omawianego zaburzenia dotknięta nim osoba przebiera się w ubiory płci przeciwnej. W przeciwieństwie do transwestytyzmu fetyszystycznego, w którym czyni tak, by osiągnąć podniecenie seksualne, w transwestytyzmie typu podwójnej roli przebieranie służyć ma wywołaniu poczucia przynależności do płci przeciwnej. Podniecenia seksualnego związanego z przebieraniem nie obserwuje się. Nie występuje także trwała chęć dokonania korekty płci i pełnienia odmiennej roli płciowej, charakterystyczne dla transseksualizmu.

### Transwestytyzm fetyszystyczny
Inaczej fetyszyzm transwestytyczny (DSM-IV) to rodzaj parafilii seksualnej, stan w którym (u heteroseksualnych mężczyzn) jedynym lub preferowanym sposobem osiągania satysfakcji seksualnej jest przebieranie się w stroje kobiece i wykonywanie w tym czasie masturbacji, lub czynności seksualnych z drugą osobą.

ICD-10 wymienia następujące kryteria, których spełnienie upoważnia do postawienia rozpoznania transwestytyzmu fetyszystycznego: 

A. Spełnione ogólne kryteria zaburzeń preferencji seksualnych (F65).
B. Nakładanie ubrań przeciwnej płci w celu nabrania wyglądu i poczucia przynależności do przeciwnej płci.
Przebieranie się jest ściśle związane z pobudzeniem seksualnym. Po wystąpieniu orgazmu i spadku podniecenia następuje silne pragnienie zdjęcia przebrania.

Natomiast uwzględnione w punkcie A ogólne kryteria zaburzeń preferencji seksualnych ICD określa następująco: 

G1. Osoba doświadcza powtarzającego się, nasilonego popędu i wyobrażeń seksualnych dotyczących niezwykłych przedmiotów lub działań.
G2. Osoba zarówno realizuje ten popęd, jak i odczuwa z tego powodu wyraźne cierpienie.
G3. Preferencja występuje od co najmniej 6 miesięcy.

W DSM-V transwestytyzm fetyszystyczny uznawany jest za zaburzenie tylko kiedy spełnione są dwa kryteria:
1. Osoba doznaje intensywnego pobudzenia seksualnego w wyniku przebierania się, co przejawia się w fantazjach, pragnieniach lub działaniach przez co najmniej 6 miesięcy.
2. Te fantazje, pragnienia i czyny powodują klinicznie istotny niepokój lub upośledzenie w życiu społecznym, zawodowym lub w innych ważnych dziedzinach życia.

## Transwestytyzm w beletrystyce
Motyw transwestytyzmu odnaleźć można w powieściach autorstwa Mehmeta Murata Somera: „Zabójstwa proroków” i „Zabójstwo Buziaczka”. Autor prowadzi czytelników za swoim bohaterem, jedynym w historii literatury kryminalnej detektywem-transwestytą, pozwalając poznawać świat transwestytów.

## Klasyfikacja ICD10
| kod ICD10     | nazwa choroby                         |
| ------------- | ------------------------------------- |
| ICD-10: F64.1 | Transwestytyzm o typie podwójnej roli |
| ICD-10: F65.1 | Transwestytyzm fetyszystyczny         |